# Oliwer Magnusson
Isak Oliwer Magnusson (ur. 3 czerwca 2000 w Oviken) – szwedzki narciarz dowolny, specjalizujący się w slopestyle'u i Big Air, złoty medalista mistrzostw świata.

## Kariera
Po raz pierwszy na arenie międzynarodowej pojawił się 16 lutego 2014 roku w Vännäs, gdzie w zawodach FIS Race zajął 21. miejsce w slopestyle'u. W 2017 roku zdobył srebrny medal w tej konkurencji na mistrzostwach świata juniorów w Chiesa in Valmalenco. Podczas rozgrywanych rok później mistrzostw świata juniorów w Cardronie wygrał rywalizację slopestyle'u.
W Pucharze Świata zadebiutował 2 grudnia 2016 roku w Mönchengladbach, gdzie zajął ósme miejsce w Big Air. Tym samym już w debiucie zdobył pierwsze punkty. W sezonie 2020/2021 zajął trzecie miejsce w klasyfikacji OPP i klasyfikacji Big Air. W 2021 roku wywalczył złoty medal w Big Air na mistrzostwach świata w Aspen. W zawodach tych wyprzedził Kanadyjczyka Édouarda Therriaulta i Kima Gubsera ze Szwajcarii. W 2018 roku brał udział w igrzyskach olimpijskich w Pjongczangu, zajmując 18. miejsce w slopestyle'u.

## Osiągnięcia

### Igrzyska olimpijskie
| Miejsce | Dzień     | Rok  | Miejscowość | Konkurencja | Zwycięzca      |
| ------- | --------- | ---- | ----------- | ----------- | -------------- |
| 18.     | 18 lutego | 2018 | Pjongczang  | Slopestyle  | Øystein Bråten |
| 4.      | 9 lutego  | 2022 | Pekin       | Big air     | Birk Ruud      |
| 11.     | 16 lutego | 2022 | Pekin       | Slopestyle  | Alexander Hall |

### Mistrzostwa świata
| Miejsce | Dzień    | Rok  | Miejscowość   | Konkurencja | Zwycięzca      |
| ------- | -------- | ---- | ------------- | ----------- | -------------- |
| 18.     | 9 marca  | 2017 | Sierra Nevada | Slopestyle  | McRae Williams |
| 6.      | 2 lutego | 2019 | Park City     | Big Air     | Fabian Bösch   |
| 16.     | 6 lutego | 2019 | Park City     | Slopestyle  | James Woods    |
| 6.      | 13 marca | 2021 | Aspen         | Slopestyle  | Andri Ragettli |
| 1.      | 16 marca | 2021 | Aspen         | Bir Air     | -              |

### Puchar Świata

#### Miejsca w klasyfikacji generalnej
- sezon 2016/2017: 132.
- sezon 2017/2018: 99.
- sezon 2018/2019: 21.
- sezon 2019/2020: 75.

Od sezonu 2020/2021 klasyfikacja generalna została zastąpiona przez klasyfikację Park & Pipe (OPP), łączącą slopestyle, halfpipe oraz big air. 
- sezon 2020/2021: 3
- sezon 2021/2022: 9.

#### Miejsca na podium w zawodach
1. Seiser Alm – 27 stycznia 2019 (slopstyle) – 2. miejsce
2. Kreischberg – 8 stycznia 2021 (big air) – 3. miejsce